# شاومي مي مكس
شاومي مي مكس هو فابلت بنظام أندرويد الذي تصنعه شاومي. استمرت سلسلة Mi MIX بواسطة شاومي مي مكس 3 ‏ إطلاقها في 25 أكتوبر 2018.